# John Gerald Taylor
John Gerald Taylor (* 18. August 1931 in Hayes (Kent); † 10. März 2012) war ein britischer theoretischer Physiker und Buchautor.
Taylor wurde 1956 am Christ’s College der Universität Cambridge in theoretischer Physik promoviert und war seit 1971 Professor für Angewandte Mathematik am King’s College London, wo er Direktor des Zentrum für Neuronale Netzwerke war. Er starb an Komplikationen bei Osteomyelofibrose.
Von 1956 bis 1958 und 1961 bis 1963 war er am Institute for Advanced Study, wo er mit Reinhard Oehme und Hans Joachim Bremermann über Dispersionrelationen in der Quantenfeldtheorie arbeitete.
Er befasste sich mit Elementarteilchenphysik, Kosmologie, Quantenfeldtheorie und mit der Theorie des Gehirns und kognitiver Tätigkeit und schon ab 1969 mit neuronalen Netzwerken (er war Herausgeber für Europa der Zeitschrift Neural Networks und 1995 Präsident der International Neural Network Society). Von ihm stammt ein Modell des Bewusstseins (CODAM, Attention Copy Model).
In den 1970er Jahren befasste er sich mit paranormalen Phänomenen unter dem Eindruck der Löffelbiegereien von Uri Geller (die er bei einem Besuch Gellers 1974 in Großbritannien selbst überprüfte), suchte dafür zunächst eine Erklärung in der Physik (nach ihm kam nur Elektromagnetismus als Kraft in Frage), in seinem Buch Science and the Supernatural von 1980 kam er aber dann zu dem Schluss, dass diese Phänomene nur Täuschungen waren.
Er war Gastwissenschaftler am Forschungszentrum Jülich und entwickelte für eine Gruppe der Commerzbank (Commerzbank's Alternative Investment Strategies, COMAS) Anlagestrategien für Hedge Funds mit neuronalen Netzwerken. 2011 war er Mitgründer der Commonwealth Capital Management LLP, die ähnliche Methoden verfolgte.
2009 erhielt er den IEEE Neural Network Pioneer Award.
Eines seiner Hobbys war Schauspielerei, er trat in Bühnenproduktionen auf und schrieb Science Fiction.

## Schriften
- The Mind: A User’s Manual, 2006
- Neural Networks and the Financial Markets Predicting, Combining, and Portfolio Optimisation, 2002
- The Race for Consciousness, 1999
- The Promise of Neural Networks, 1993
- Artificial Neural Networks, 1992
- Mathematical Approaches to Neural Networks 1994
- Science and the Supernatural: An Investigation of Paranormal Phenomena Including Psychic Healing, Clairvoyance, Telepathy, and Precognition by a *Distinguished Physicist and Mathematician, 1980
- Superminds: An Enquiry into the Paranormal, 1975
- New Worlds in Physics, Basic Books 1974
- Black Holes: The End of the Universe?, London: Souvenir Press 1973
- The New Physics, 1972
- The Shape of Minds to Come, New York: Weybright and Talley 1971